# T-150K
Der T-150K ist ein allradgetriebener Traktor des vormals sowjetischen und heute ukrainischen Charkower Traktorenwerks in der 30-Kilonewton-Zugkraftklasse. In seinem Grundaufbau mit Knicklenkung ist er dem größeren und stärkeren Kirowez K-700 ähnlich. Auch die DDR importierte den T-150K von Ende der 1970er- bis Mitte der 1980er-Jahre.

## Beschreibung

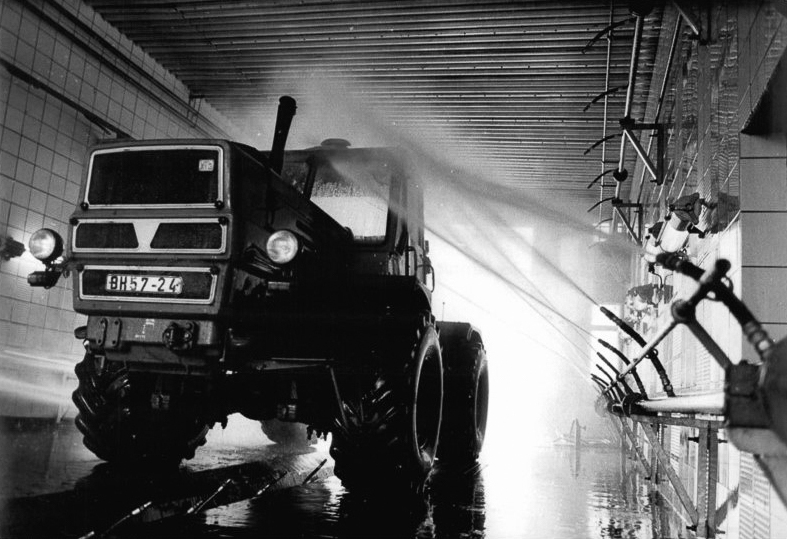
Ältere Variante eines T-150K in einer Waschanlage für Landmaschinen

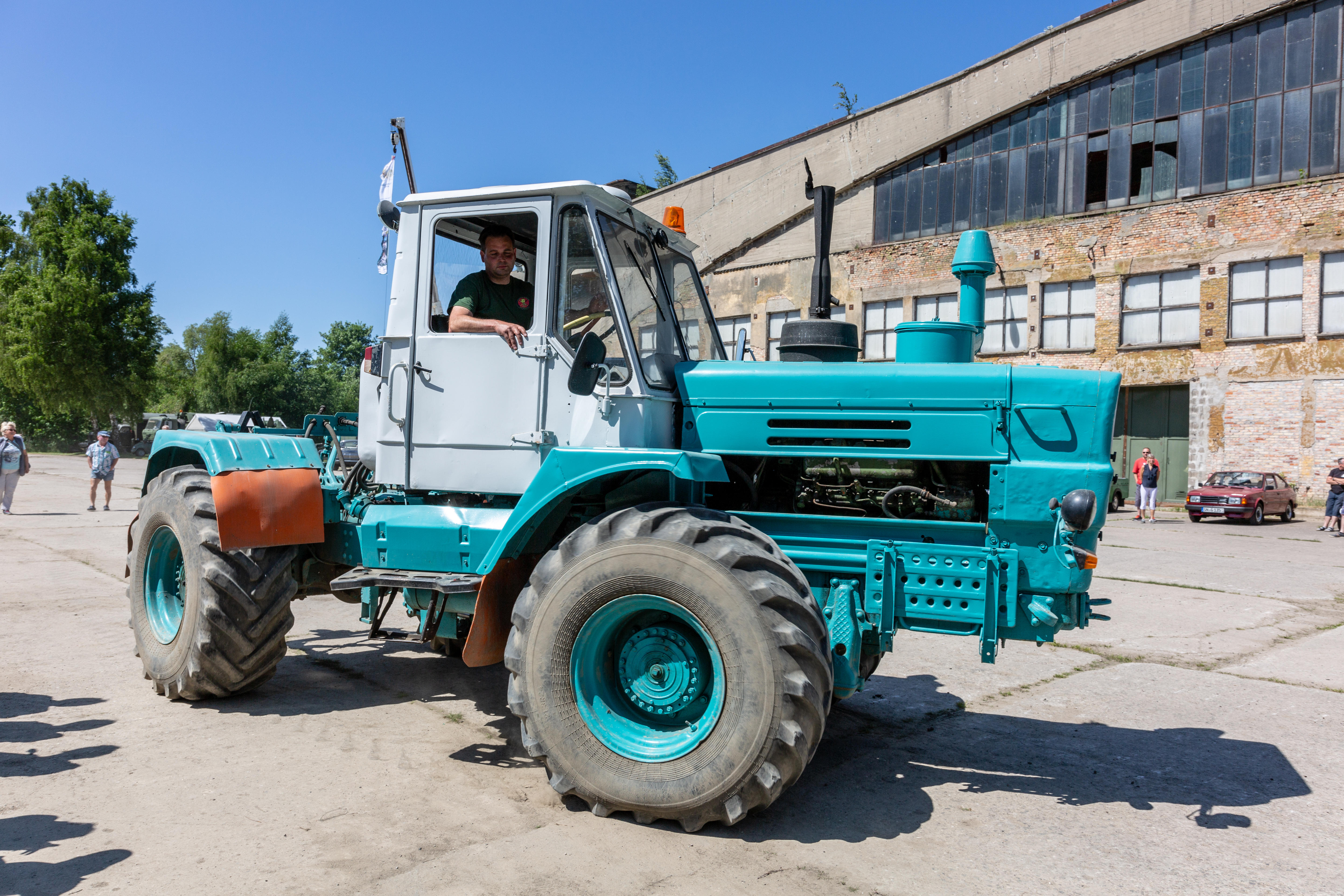
Der T-150K ist ein Traktor mit Knicklenkung

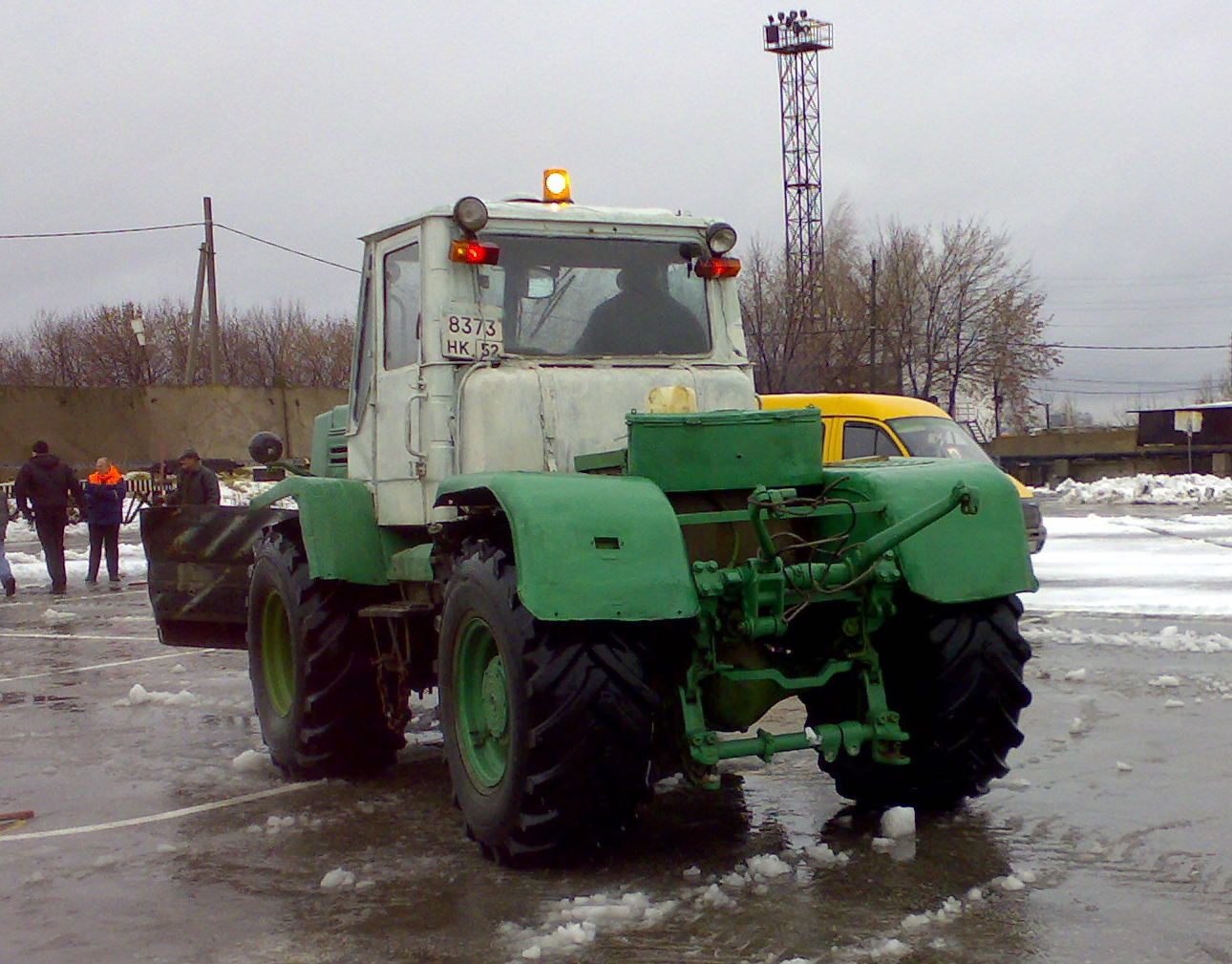
Heckansicht eines Т-150K

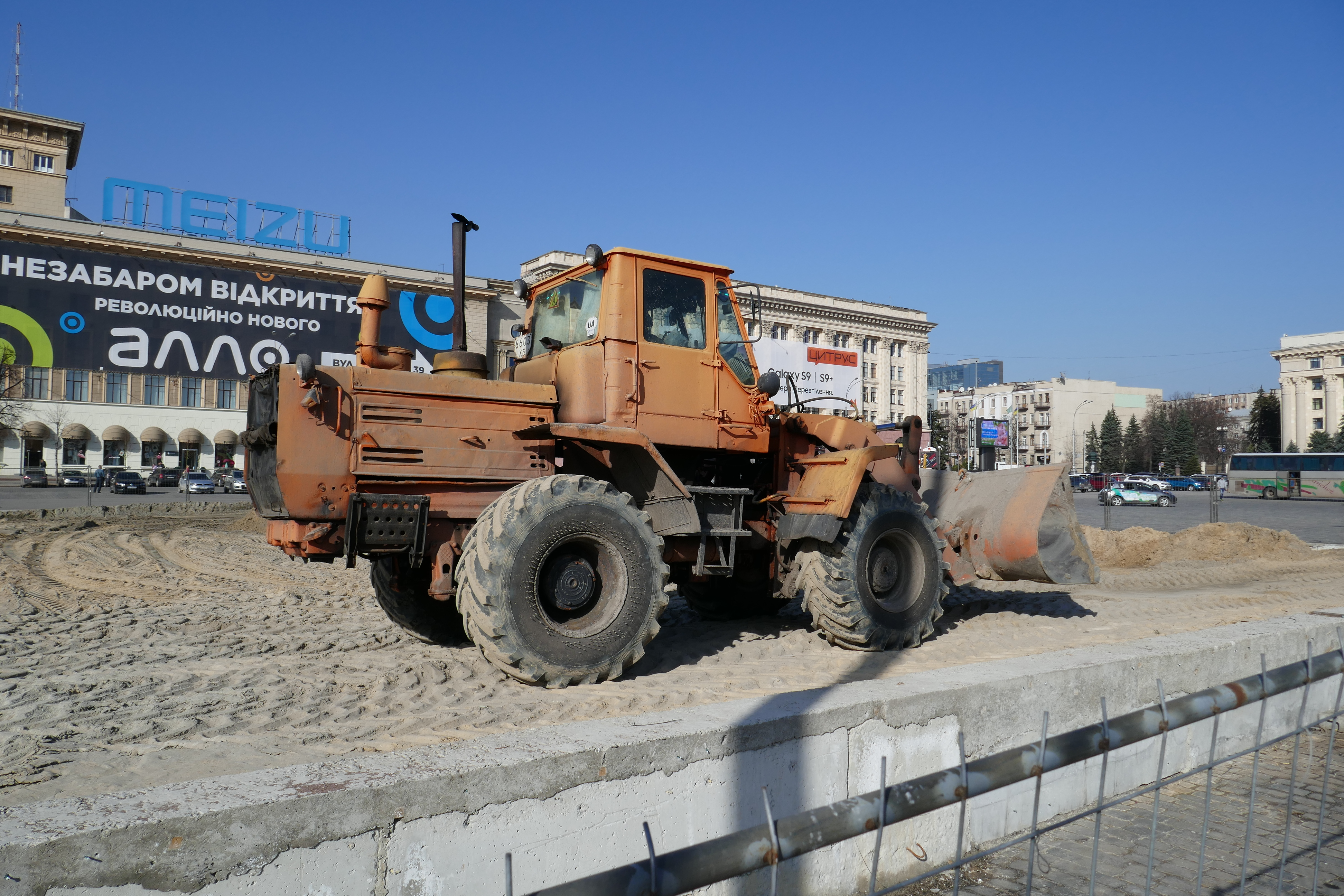
T-150K als Radlader

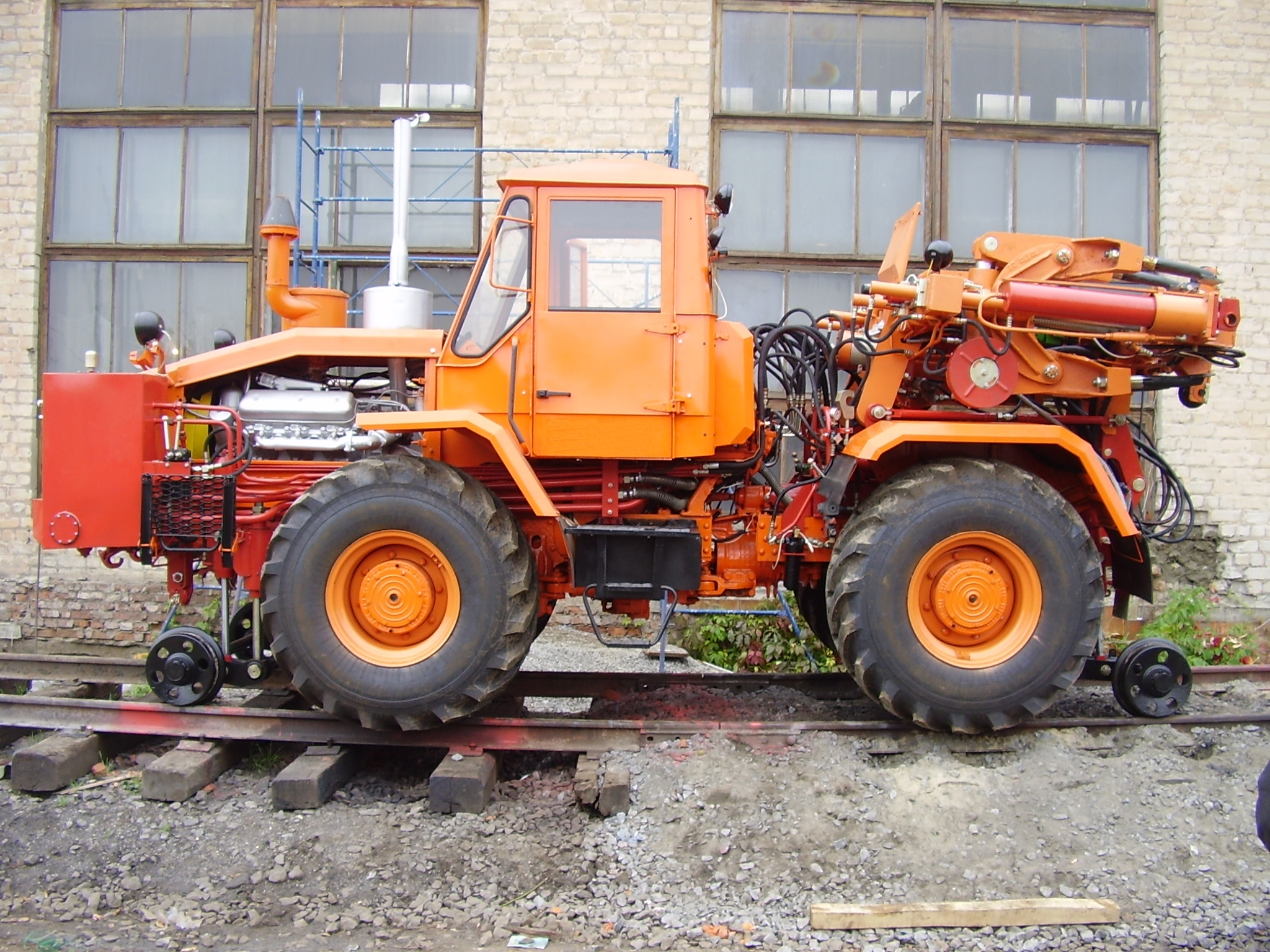
T-150K als Zweiwegefahrzeug

Der T-150K wurde aus dem 1970 vorgestellten Kettentraktor T-150 entwickelt und wird seit 1972 produziert. Das K in der Typenbezeichnung steht für koljosny (russisch колёсный: -Rad, mit Rädern versehen). Vom T-150 übernahm er die Karosserie und den Motor, einen Sechszylinder-Turbodiesel, dessen Leistung von 150 auf 165 PS bei einer Drehzahl von 2100 in der Minute gesteigert wurde. Der starre Rahmen des Kettentraktors T-150 wurde beim T-150K durch einen zweigeteilten Rahmen ersetzt, dessen Verbindungsgelenk um die Längs- und Hochachse schwenkbar ist und eine hydraulische Knicklenkung ermöglicht. Der maximale Knickwinkel beträgt 30° in jede Richtung. Als Anlasser dient ein Zweitaktmotor, der elektrisch gestartet wird und bei Batterieausfall auch über einen Seilzugstarter angeworfen werden kann. Die heißen Abgase des Anlassermotors werden zur Vorwärmung des Motoröls und des Kühlwassers genutzt. Der T-150K hatte neben dem 4-Gang-Wechselgetriebe und einem Reduziergetriebe außerdem auch ein Gruppengetriebe. Drei Lamellenkupplungen ermöglichten es, die Gänge 1 bis 4 der jeweiligen Gruppe unter Last zu schalten. Insgesamt standen 12 Vorwärts- und 4 Rückwärtsgänge zur Verfügung.
Der Traktor gilt als zuverlässig, wartungsfreundlich und hat eine für seine Zeit vergleichsweise komfortable Kabine.
Der T-150K wird seit 1972 ununterbrochen in mehreren seitdem verbesserten Varianten hergestellt und meist unter der Markenbezeichnung Belarus 1500 exportiert. Heute werden verschiedene Motorisierungsvarianten mit Leistungen von 175 bis 180 PS angeboten, wobei Motoren aus russischer Produktion und vor allem für den Export auch ein Deutz-Motor (Deutz BF6M1013E) zur Verfügung stehen.
Im Herbst 1977 wurde der Import einiger tausend Exemplare des T-150K durch die DDR angekündigt. Ende 1988 waren exakt 2525 Exemplare im Bestand der landwirtschaftlichen Produktionsgenossenschaften der DDR. Etwa 85 % der Maschinen erhielt sie zwischen 1976 und 1980, nur ein geringer Teil wurde noch bis 1985 geliefert. Danach wurde der Import abgebrochen.

## Technische Daten
Technische Spezifika des T-150K umfassen:
- Motor: Sechszylinder-Viertakt-Dieselmotor
- Motortyp: SMD-62
- Motorhersteller: Motorenwerk Charkow, heute auch russische und westliche Fabrikate
- Leistung: 121 kW (165 PS) bei 2100 min−1
- Hubraum: 9160 cm³
- Bohrung: 130 mm
- Hub: 115 mm
- Drehmoment: 721 Nm bei 1430 /min
- spezifischer Verbrauch bei Höchstleistung: 241 g/kWh
- spezifischer Verbrauch bei 1680 /min: 233 g/kWh
- Getriebe: Gruppengetriebe, 12 Vorwärts- und 4 Rückwärtsgänge, je 4 Gänge pro Schaltgruppe
- Geschwindigkeit:
  - vorwärts: 3,4 bis 30 km/h
  - rückwärts: 6,1 bis 10,7 km/h
- Antrieb: Allradantrieb (4×4)
- ausgestattet mit Zapfwelle hinten, 560 min−1

Abmessungen und Gewichte
- Länge: 5795 mm
- Breite: 2400 mm
- Höhe: 3195 mm
- Radstand: 2860 mm
- Spurweite: 1860 mm
- Reifengröße: 530-610 R (20-24 AS) 10 PR
- Masse: 7910 kg